# Cotesia inducta
Cotesia inducta är en stekelart som först beskrevs av Papp 1973.  Cotesia inducta ingår i släktet Cotesia och familjen bracksteklar. Inga underarter finns listade i Catalogue of Life.